# Kiejstut (imię)
Kiejstut (lit. Kęstutis – cierpliwy, wytrwały) – imię męskie pochodzenia litewskiego.
Kiejstut imieniny obchodzi 21 lutego.

## Osoby noszące imię Kiejstut
- Kiejstut – wielki książę litewski
- Kiejstut Bacewicz – pianista kameralista, pedagog, kompozytor i organizator życia muzycznego
- Kiejstut Bereźnicki – malarz
- Kiejstut Żemaitis – inżynier hutnik, polityk, naukowiec związany z Akademią Górniczo-Hutniczą im. Stanisława Staszica w Krakowie.